# Орловача
Орловача (серб. Орловача) —  населённый пункт (посёлок) в общине Приедор, который принадлежит энтитету Республике Сербской, Босния и Герцеговина. Расположен в 2 км к востоку от центра города Приедор и в 48 км к северо-западу от Баня-Луки. Восточнее находится деревня Дони-Орловци, северо-восточнее — Горни-Орловци.

## Население
Численность населения посёлка Орловача по переписи 2013 года составила 3 172 человека.
Этнический состав населения населённого пункта по данным переписи 1991 года:
- сербы — 744 (67,33 %),
- боснийские мусульмане — 184 (16,65 %),
- хорваты — 39 (3,53 %),
- югославы — 70 (6,33 %),
- прочие — 68 (6,15 %).

Всего: 1.105 чел.